# Cáp điền bò
Cáp điền bò (danh pháp hai phần: Coldenia procumbens) là loài thực vật có hoa được Carl Linnaeus mô tả khoa học đầu tiên năm 1753.
Trước đây nó được xếp trong phân họ Cordioideae của họ Boraginaceae nghĩa rộng.
Năm 2016, sau khi hệ thống APG IV công bố thì Boraginales Working Group công bố sự phân chia bộ Boraginales ra thành một số họ, trong đó Coldenia procumbens là loài duy nhất của chi Coldenia, đồng thời cũng là chi duy nhất của họ Coldeniaceae.

## Mô tả
Cây thân thảo một năm bò sát mặt đất, với thân cây mảnh dẻ, phân cành từ gốc, các cành phủ phục hay cao lên, cao 15–40 cm, thường có rễ chùm, với lớp lông che phủ mịn rậm rạp là lông tơ mềm gồm các sợi lông nhỏ đơn bào màu trắng đơn giản. Lá nhiều, mọc so le, các lá ở phần thân thấp có cuống ngắn, thuôn dài đến hình trứng ngược, 1-2 × 0,5-1,5 cm, cuống lá ngắn, tụ thành chùm, nhỏ, không đối xứng, bề mặt thô ráp, phồng lên, mép lá khía răng cưa đến khía tai bèo hay có thùy, gân lá lông chim với các gân thứ cấp chìm sâu và kết thúc trong các lõm gian thùy của khía răng cưa; các lá phần thân trên không cuống, phiến lá hình trứng, lông tơ chỉ có giữa các gân phía gần trục và có trên toàn bộ bề mặt phía xa trục. Cụm hoa ở nách lá, xim hoa xoắn ốc hình lá lược, chúng thường thuôn dài và kiểu nhánh hoa (anthoclade). Hoa mẫu bốn, lưỡng tính, nhỏ; đài hoa 1,5–2 mm, các thùy đài hoa rời gần tới gốc, hình trứng hay mũi mác, có lông tơ dài, xếp rời trong nụ, hơi phình to ở quả, bền; tràng hoa 2-2,5 mm, nhẵn nhụi, thùy tròn khoảng 0,3 mm, màu trắng hoặc ánh vàng, cánh tràng hợp, ống tràng hình vạc, nhẵn nhụi, các thùy thuôn dài, giãn ngoài, xếp lợp trong nụ; nhị 4, không thò ra, chỉ nhị ngắn khoảng 0,3 mm, nhẵn nhụi, hợp sinh với ống tràng, bao phấn tròn đến hình trứng rộng khoảng 0,2 mm, không thò sâu; bộ nhụy hai lá noãn, bầu nhụy hình trứng hay hình chóp thon đầu, 4 khe, che phủ dày đặc bằng các lông hình chuỗi, vòi nhụy ở đầu tận cùng, ở đỉnh với hai đầu nhụy nhỏ có nhú, đầu nhụy hình đầu, 2 kẽ nứt mờ; đĩa mật hoa có thể có ở đáy bầu nhụy. Quả nhỏ, khô, hình quả lê rộng hay hình tam giác rộng khi nhìn từ mặt bên, kích thước 3–4 mm, chẻ 4 thùy sâu, đỉnh có mỏ sinh ra từ đỉnh vô sinh của bầu nhụy, có lông tơ thô và không đều, dạng hột cơm hay gai thưa thớt và không đều, chủ yếu được bao phủ trong đài hoa đồng phát triển mạnh, chia tách chậm (sau phát tán) thành 4 quả kiên nhỏ hình quả lê xiên chứa 1 hạt, không có khoang vô sinh, vỏ quả ngoài hơi hóa gỗ và có cấu trúc tương tự như bần (li e), vỏ quả giữa nhăn nheo, có gai hay mấu. Ra hoa tháng 4, tạo quả tháng 6.
Trong một thời gian dài nó được coi là đồng chi với Tiquilia Pers., 1805 trong Ehretiaceae (ví dụ: Gray 1862; Bentham & Hooker 1876; Baillon 1891; Gürke 1893; Johnston 1924; Chadefaud & Emberger 1960; Takhtajan 1987). Richardson (1976) chứng minh rằng hai chi này có họ hàng xa dựa trên hình thái học và điều này được hỗ trợ bởi các nghiên cứu phân tử gần đây (Gottschling & et al. 2005; Moore & Jansen 2006; Weigend & et al. 2014). Coldenia cũng từng được tạm thời đưa vào trong họ Cordiaceae (Miller & Gottschling 2007). Tuy nhiên, Coldenia là khác biệt trong kiểu phát triển bò sát mặt đất và sống một năm của nó, các cụm hoa hình lá lược, các lá mầm phẳng (không uốn nếp) và quả tách ra thành 4 quả kiên nhỏ có mỏ ở đỉnh và loại hạt có mỏ và nhiều gai.

## Phân bố
C. procumbens phổ biến rộng khắp ở vùng cận nhiệt đới và nhiệt đới Cựu Thế giới và đã du nhập vào nhiều nơi khác. Môi trường sống là những nơi nhiều cát, bãi biển, đất gieo trồng khô.